# Žemaitukas

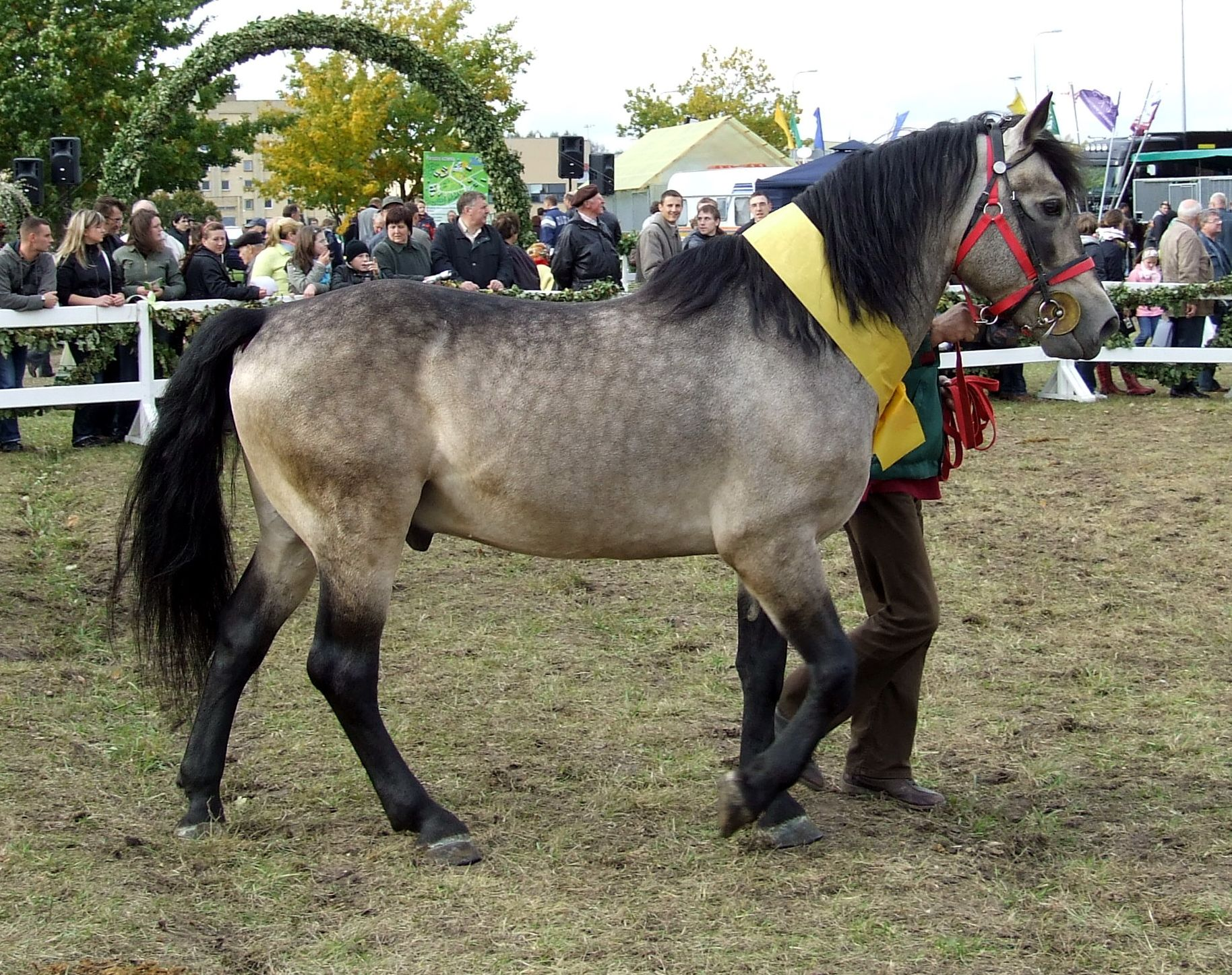
Žemaitukas

Žemaitukas (plurale Žemaitukai, letteralmente "piccolo Samogita") è una razza equina storica originaria della Lituania. Noti fin dal VI-VII secolo, questi grossi ponies sono stati utilizzati dai Lituani come cavalli da guerra durante le Crociate del Nord. Dopo aver rischiato l'estinzione durante la seconda guerra mondiale, la razza è oggi considerata patrimonio nazionale. La popolazione attuale è stimata in 400 individui.
L'origine della razza è ad oggi argomento di dibattito: si ritiene possano essere discendenti diretti dei cavalli bradi che abitavano le foreste baltiche o che si tratti di cavalli comunque discendenti dai Tarpan come il Konik (pony storico della Polonia). Cavalli Žemaitukas hanno certamente contribuito alla selezione della razza Trakehner.